# Prosopeia
Prosopeia – rodzaj ptaków z podrodziny dam (Loriinae) w obrębie rodziny papug wschodnich (Psittaculidae).

## Zasięg występowania
Rodzaj obejmuje gatunki występujące na Fidżi i Tonga.

## Morfologia
Długość ciała 45–47 cm; masa ciała około 280 g.

## Systematyka

### Etymologia
- Prosopeia: gr. προσωπειον prosōpeion „maska”, od προσωπον prosōpon „twarz”[6].
- Pyrrhulopsis: rodzaj Pyrrhula Brisson, 1760, gil; gr. οψις opsis „wygląd”; Reichenbach na rycinie lxxxii znajdującej się w jego książce Avium systema naturale przedstawia gilo-dziobą, czarnolicą papugę niezbyt podobną do gatunku typowego, jednak uważaną przez niektórych autorów za P. personata[7]. Gatunek typowy: Coracopsis personata G.R. Gray, 1848.
- Layardiella: Edgar Leopold Layard (1814–1900), angielski dyplomata, urzędnik służby cywilnej, przyrodnik; łac. przyrostek zdrabniający ella[8]. Gatunek typowy: Psittacus tabuensis J.F. Gmelin, 1917.

### Podział systematyczny
Do rodzaju należą następujące gatunki:
- Prosopeia personata (G.R. Gray, 1848) – fidżyjka ognistobrzucha
- Prosopeia splendens (Peale, 1848) – fidżyjka czerwona
- Prosopeia tabuensis (J.F. Gmelin, 1788) – fidżyjka kasztanowata